# Вичапи-Опатовце
Вичапи-Опатовце (словац. Výčapy-Opatovce) — село, громада округу Нітра, Нітранський край. Кадастрова площа громади — 14.19 км².
Населення 2216 осіб (станом на 31 грудня 2018 року).

## Історія
Вичапи-Опатовце згадується 1239 року.

## Населення
| Рік:            | 1994. | 2004.   | 2014.   | 2024.   |
| --------------- | ----- | ------- | ------- | ------- |
| Кількість осіб: | 2151  | 2125    | 2188    | 2137    |
| Різниця:        |       | -1,20 % | +2,96 % | -2,33 % |

| Рік:            | 2023. | 2024.   |
| --------------- | ----- | ------- |
| Кількість осіб: | 2153  | 2137    |
| Різниця:        |       | -0,74 % |